# Певнов, Евгений
Евгений Певнов (нем. Evgeni Pevnov; род. 13 февраля 1989 года)  — немецкий гандболист, выступает за немецкий клуб «Ганновер-Бургдорф».

## Карьера

### Клубная
Евгений Певнов родился в городе Ташкент. Певнов воспитанник клуба «Магдебург». Первым профессиональным клубом Евгений Певнов стал  Айзенах. В 2008 году Певнов перешёл в немецкий клуб Фризенхайм, который выступал в региональной бундеслиге. В 2011 году, Евгений Певнов перешёл в клуб Фюксе Берлин. В 2013 году Певнов переходит в клуб Фриш Ауф Гёппинген. В сезоне 2014/15 Евгений Певнов выступал также за клуб Фюксе Берлин. В 2015 году, Певнов перешёл в клуб Гуммерсбах. В 2017 году Евгений Певнов перешёл в Ганновер-Бургдорф.

## Международная карьера
Евгений Певнов выступал за сборную Германии. За сборной Германии Певнов выступает с 2012 года и провёл 15 матчей и забил 10 мячей.

## Статистика
Клубная статистика Евгения Певнова в сезоне 2018/19 указана на 30.1.2019
| Сезон   | Клуб                            | Лига       | Матчи | Голы   | Голы   | Голы  |
| Сезон   | Клуб                            | Лига       | Матчи | С игры | 7-метр | Всего |
| ------- | ------------------------------- | ---------- | ----- | ------ | ------ | ----- |
| 2010-11 | Фризенхайм                      | Бундеслига | 31    | 111    | 0      | 111   |
| 2011-12 | Фюксе Берлин                    | Бундеслига | 26    | 39     | 0      | 39    |
| 2012-13 | Фюксе Берлин                    | Бундеслига | 25    | 53     | 0      | 53    |
| 2013-14 | Фриш Ауф Гёппинген              | Бундеслига | 34    | 51     | 0      | 51    |
| 2014-15 | Фриш Ауф Гёппинген/Фюксе Берлин | Бундеслига | 34    | 74     | 0      | 74    |
| 2017-18 | Ганновер-Бургдорф               | Бундеслига | 30    | 59     | 0      | 59    |
| 2018-19 | Ганновер-Бургдорф               | Бундеслига | 16    | 25     | 0      | 25    |